# Nhôm(I) oxide
Nhôm(I) oxide là một hợp chất vô cơ của nhôm và oxy với công thức hóa học Al2O. Chất rắn màu xanh dương nhạt này có thể được điều chế bằng cách đốt nóng Al2O3 với silic ở 1800 ℃ trong chân không.

## Sự hình thành
Al2O thường tồn tại dưới dạng khí, vì trạng thái rắn không ổn định ở nhiệt độ phòng và chỉ ổn định trong khoảng từ 1050 đến 1600 ℃. Nhôm(I) oxide được hình thành bằng cách đốt nóng Al và Al2O3 trong không khí trong khi với sự có mặt của SiO2 và C và chỉ bằng cách ngưng tụ sản phẩm. Hợp chất này không có nhiều thông tin do sự không ổn định, quang phổ nhiệt độ phức tạp, khó phát hiện và xác định. Trong quá trình khử, Al2O là thành phần chính của hơi Al2O3. Ngoài ra còn có 12 electron hóa trị trong Al2O. Các phân tử Al2O có thể được phát hiện bằng quang phổ khối, phát xạ hồng ngoại, hấp thụ và phát tán tia cực tím trong pha khí. Phân tử này tuyến tính ở trạng thái cân bằng trong trạng thái cơ bản. Theo thuật ngữ của lý thuyết hóa trị, những phân tử này có thể được mô tả như việc sử dụng lai tạo quỹ đạo sp2, bao gồm một liên kết sigma và hai liên kết pi. Trạng thái tương ứng của các electron hóa trị là 1σ2 1σ*2 2σ2 1π4 1π*2.

## Cấu trúc
Nhôm(I) oxide có các thông số mạng tinh thể a = 3,106 Å, c = 5,00 Å, Z = 1.

## Ứng dụng
Nhôm là một kim loại nhiên liệu với chất oxy hóa tạo ra phản ứng nhiệt độ cao. Khi Al2O3 được thêm vào một hệ thống áp suất, phản ứng chuyển từ ổn định, đẩy nhanh, đến không ổn định. Phản ứng này chỉ ra rằng các chất trung gian không ổn định như AlO hoặc Al2O ngưng tụ hoặc không hình thành, ngăn ngừa sự gia tốc và đối lưu xuống hệ áp suất.
Al2O được sử dụng làm chất xúc tác và là sản phẩm của quá trình đốt nhôm. Các peroxide hữu cơ của nhôm có đặc tính bùng nổ và có thể gây ra sự bùng nổ khi xử lý bất cẩn. Có một vụ nổ hỗn hợp octogen-octahydro-1,3,5,7-tetranitro-1,3,5,7-tetrazocin (HMX) và nhôm oxide (Al2O3).